# Slezské války
Slezské války (německy Schlesische Kriege) je souhrnné označení pro tři konflikty mezi Pruským královstvím a Habsburskou monarchií, které se vedly mezi lety 1740 až 1763 o nadvládu nad původně rakouským regionem Slezsko.
První (1740–1742) a druhá slezská válka (1744/1745) se časově shodovaly s válkou o rakouské dědictví (1740–1748) a byl to počátek zapojení Pruska do tohoto konfliktu.
Třetí slezská válka je známá jako sedmiletá válka (1756–1763).

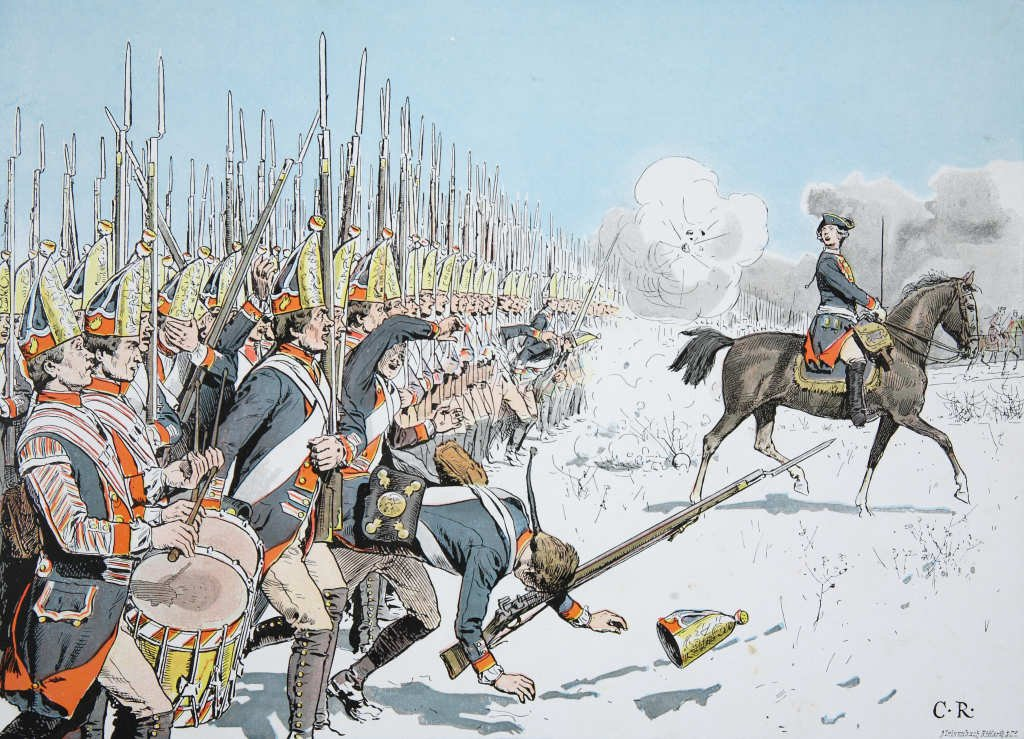
Pruská pěchota v bitvě u Leuthenu (1757)

V důsledku první slezské války získalo vítězné Prusko většinu Slezska a českého Kladska. Tento stav byl potvrzen mírovými dohodami z let 1745 a 1763.